# Tipula xanthomelaena
Tipula xanthomelaena är en tvåvingeart som beskrevs av Edwards 1926. Tipula xanthomelaena ingår i släktet Tipula och familjen storharkrankar. Inga underarter finns listade i Catalogue of Life.